# André Dessoude
André Dessoude, né le 22 mai 1940 à Montpinchon dans la Manche, est un pilote de rallye-raid, patron d’écurie en rallye-raid et entrepreneur. 

## Jeunesse
André Dessoude est le fils d'un cordonnier et d'une couturière. À 14 ans, il devient apprenti mécanicien au garage Lecardonnel à Montpinchon. À 17 ans, il devient responsable d'atelier. Il s'engage alors dans quelques rallyes motocyclistes. Il dispute sa première course à Ouville. À 18 ans, permis en poche, il achète sa première automobile, une Renault 4CV. Il enchaîne très vite les rallyes locaux et nationaux en préparant lui-même ses voitures :  Renault 8 Gordini, Alpine, Lancia, Alfa Romeo, Porsche et Nissan. Il remporte de nombreuses victoires, grâce à ses talents de préparateur.

## Carrière
En janvier 1980, il ouvre un garage à Saint-Lô et devient concessionnaire de la marque japonaise Nissan. Passionné de sport automobile, il commence à préparer sa voiture pour participer au Paris-Dakar et à la Coupe du monde FIA des rallyes-raids. Il participe à son premier rallye Paris-Dakar en 1982. Cette année là, il crée également sa propre structure de compétition, le Team Dessoude-Richard, en partenariat avec Nissan France. Un an plus tard, il retourne vers les pistes africaines mais cette fois avec deux voitures.
Au milieu des années 1980, il décide de construire un prototype en coupant deux voitures pour n’en faire qu’une seule. Le directeur de Nissan compétition visite ses ateliers. Au terme de cet entretien, le constructeur japonais lui propose trois voitures neuves . André Dessoude les prépare et gagnera à plusieurs reprises les catégories « production  » de la Coupe du Monde des Rallyes-raids.
Désirant s'agrandir, André Dessoude ouvre deux nouvelles concessions Nissan à Cherbourg et à Caen dans le Calvados, puis construit de nouveaux locaux pour son entité de Saint-Lô. Par la suite, il ouvre également un garage Renault à Cherbourg. Les trois concessions commercialisent chaque année plusieurs centaines de voitures estampillées « Nissan-Dessoude ».

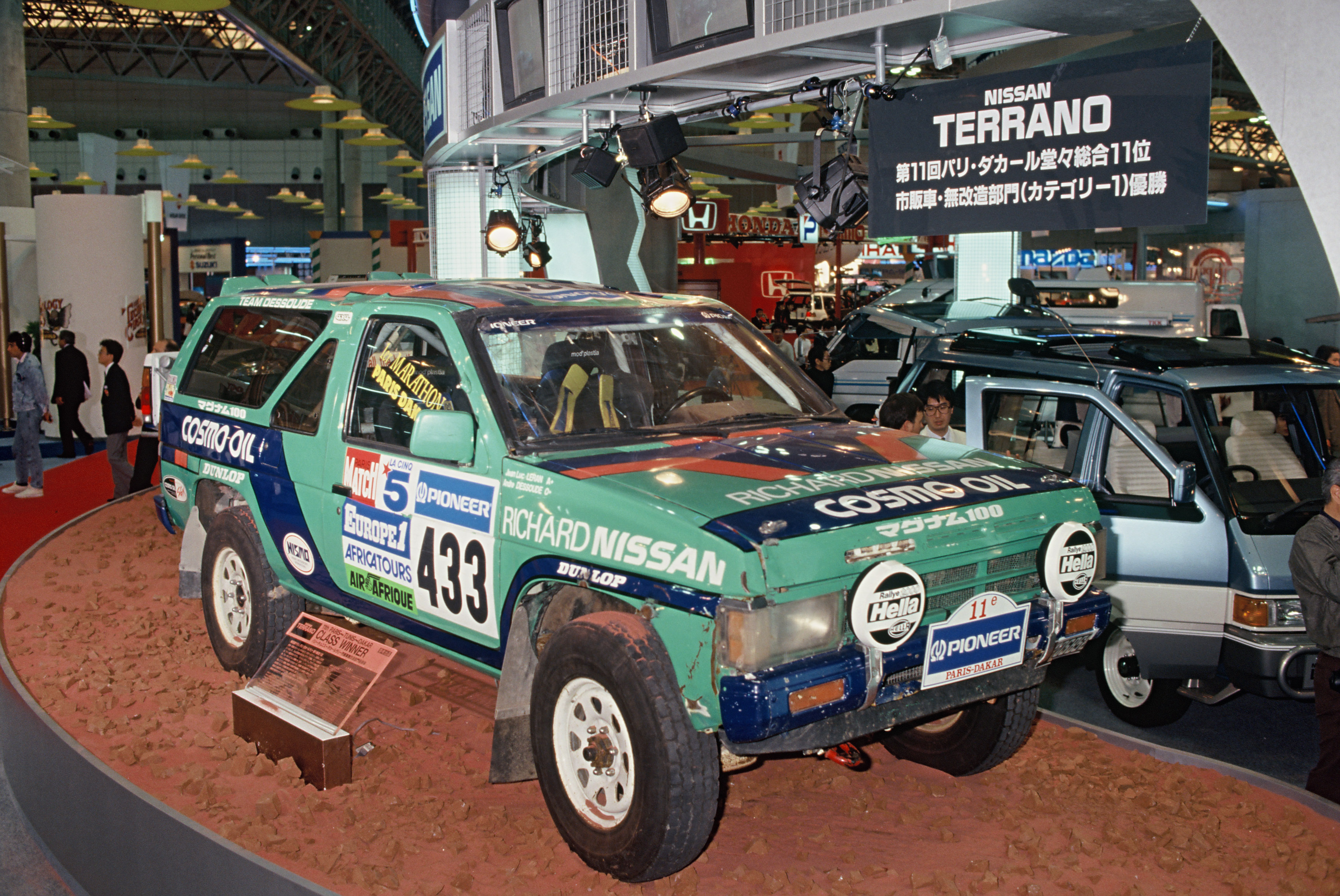
Le Nissan Terrano n°433 de André Dessoude au salon automobile de Tokyo.

En 1989, il termine 11e au classement général du Dakar avec une voiture Nissan Terrano WD21 3.0 V6 en remportant également la catégorie T1 Marathon des voitures de production, et devant de nombreuses voitures de la catégorie prototype. Le Nissan Terrano WD21 3.0 L V6 n° 433, victorieux du Rallye Dakar 1989, est ainsi exposé au Salon de l'automobile de Tokyo. À l’issue de cette saison 1989, il remporte également la Coupe du monde des rallyes tout-terrain, obtenant ainsi le titre de champioonde des Rallye-raid avec Jean-Luc Léran, son navigateur, dans la catégorie « T1 Marathon ».

André Dessoude compte trente-trois participations au Dakar, comme pilote ou comme patron d'écurie.

## Distinctions
Le 22 mars 2018, au cours d’une soirée organisée en son honneur au Pôle hippique de Saint-Lô, qui réunit 700 invités, le quadruple vainqueur des 24 Heures du Mans Henri Pescarolo, (car lui-même membre),  avec également la présence du pilote René Metge, lui remet la Croix de  Chevalier de la Légion d'honneur, décernée par décret du 30 décembre 2016 par François Hollande, président de la République. 

## Team Dessoude
Depuis le début de sa carrière, André Dessoude entretient des liens étroits avec Nissan, celle-ci faisant appel à la structure Dessoude Compétition pour promouvoir ses voitures et sa marque en rallyes-raids. Environ dix voitures de course sont alignées au Dakar chaque année.
Le Team Dessoude dispose d’un parc de véhicules permettant d’assurer la logistique d'un rallye africain, avec 10 camions Renault et Mercedes, ainsi que 15 Nissan Patrol. L’équipe d’André Dessoude est composée de 20 personnes, équipe doublée entre octobre et janvier. L'équipe réalise la préparation des véhicules, la logistique, ainsi que les relations avec Nissan, les partenaires et pilotes, et les organisateurs de course.
En 2002, Le Team Nissan France Dessoude engage Johnny Hallyday sur le Dakar pour la promotion de l’X-trail, ce qui génère des retombées médiatiques importantes. La même année, l’équipe d’André Dessoude prend la tête du Dakar pendant 4 jours avec Grégoire de Mevius et Stéphane Peterhansel sur un Nissan pick-up.
En 2003, Nissan Motor Co Ltd. décide de participer officiellement,, au Rallye Dakar avec un plan de 4 ans, de 2003 à 2006, l'équipe étant dirigée par l'ancien pilote de voitures de tourisme et directeur général de Nissan Europe Motorsport Alec Poole, et bénéficiant du soutien et de l'expérience d'André Dessoude qui a participé au Dakar pendant plus de 20 ans.
En 2004, le Team Dessoude est champion du monde des rallyes raids, catégorie « production », avec Isabelle Patissier et Christian Lavieille.
En remportant une nouvelle fois en 2006, le titre de la Coupe du monde des rallyes tout-terrain en Catégorie Production avec l'équipage Christian Lavieille et Arnaud Debron, le Team Dessoude contribue à la promotion du Nissan Pathfinder.
Années après années, des centaines de voitures de compétition sont construites. Des marchés internationaux se sont développés et les victoires se poursuivent. André Dessoude est devenu une figure importante du Dakar et de la Coupe du Monde des Rallyes Raids avec 25 participations et de 6 à 10 épreuves disputées par an.
De nombreux pilotes chevronnés courent sous ses couleurs : Paul Belmondo, Jacques Laffite, Thierry Magnaldi, Grégoire de Mevius, René Metge, Yvan Muller, Henri Pescarolo, Stéphane Peterhansel, Ari Vatanen, Kenjiro Shinozuka, Thierry De Lavergne, Gianni Lora Lamia, Carlos Sousa, Christian Lavieille, Philippe Alliot, Hubert Auriol, ainsi que quelques célébrités comme Johnny Hallyday, Laurent Bourgnon, Carole Montillet (avec Mélanie Suchet comme navigatrice), Isabelle Patissier, Brahim Asloum, etc.